# كرم (مزرعة)
الكَرْم أو فردوس هي مزرعة واسعة تستخدم لزراعة العنب الذي يستخدم في بعض الأحيان لإنتاج النبيذ، عادة في أغلب الدول (ماعدا دول الشرق الأوسط والدول الإسلامية) تتم زراعة العنب في الكروم بشكل رئيسي لصنع النبيذ، ولكن يستخدم العنب المزروع أيضا كزبيب أو للاستهلاك العادي العنب ولإنتاج عصير العنب غير الكحولي .العلم الذي يعنى بدراسة وممارسة إنتاج الكروم يسمى علم زراعة الكروم.

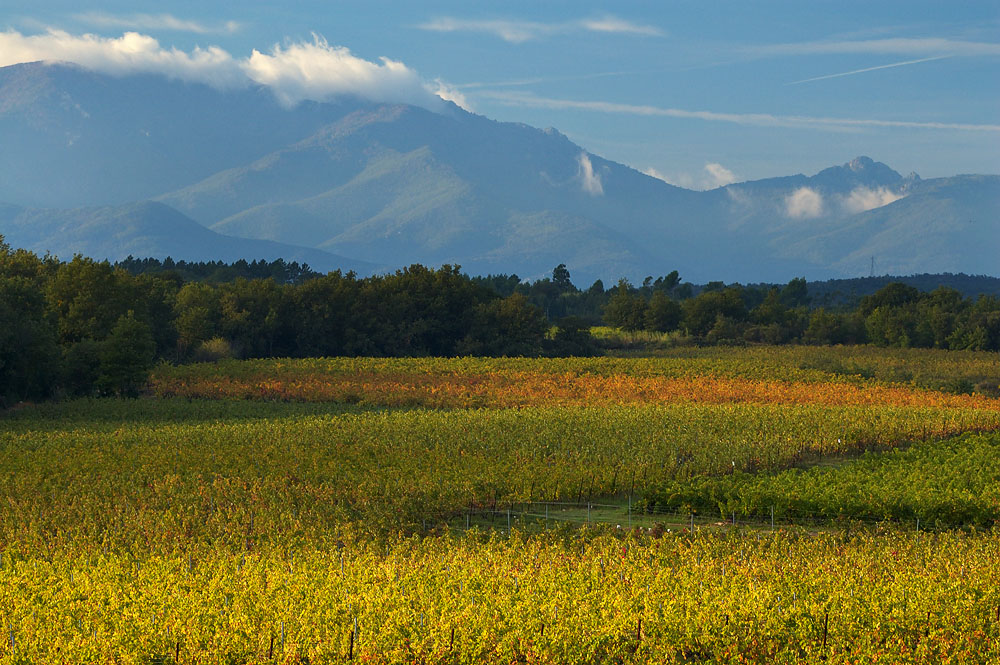
مزارع الكروم الواسعة في جنوب فرنسا

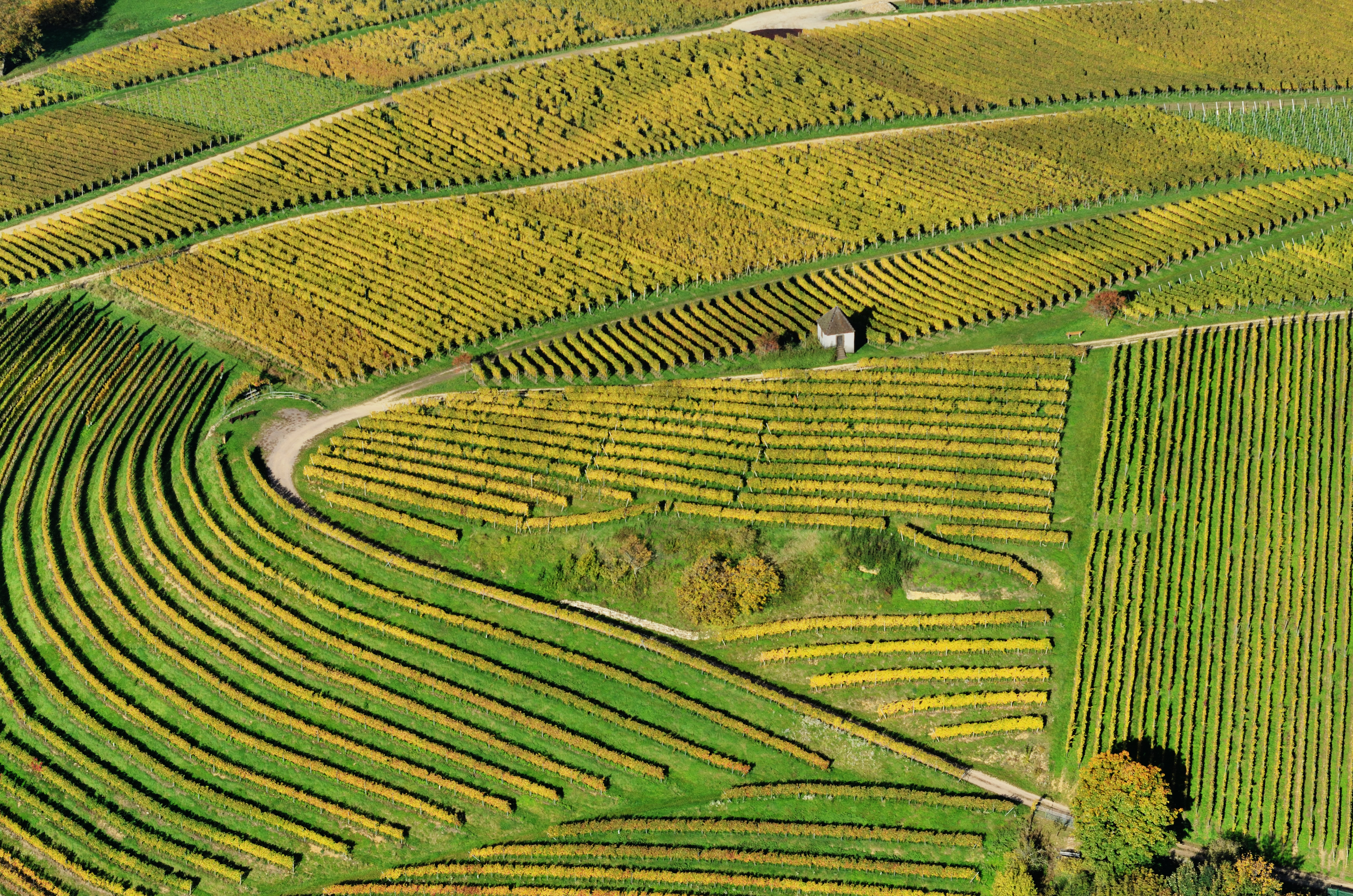
منظر جوي لمزارع الكروم في ماركغرفلرلاند-ألمانيا

## التاريخ
أقدم دليل على إنتاج النبيذ من التمور كان بين عامي 6000 و 5000 قبل الميلاد. صناعة النبيذ تحسنت تقنيا بشكل كبير في عهد الإغريق حتى نهاية الإمبراطورية الرومانية حيث أصبحت تقنيات الزراعة كما نعرفها شائعة في جميع أنحاء أوروبا.

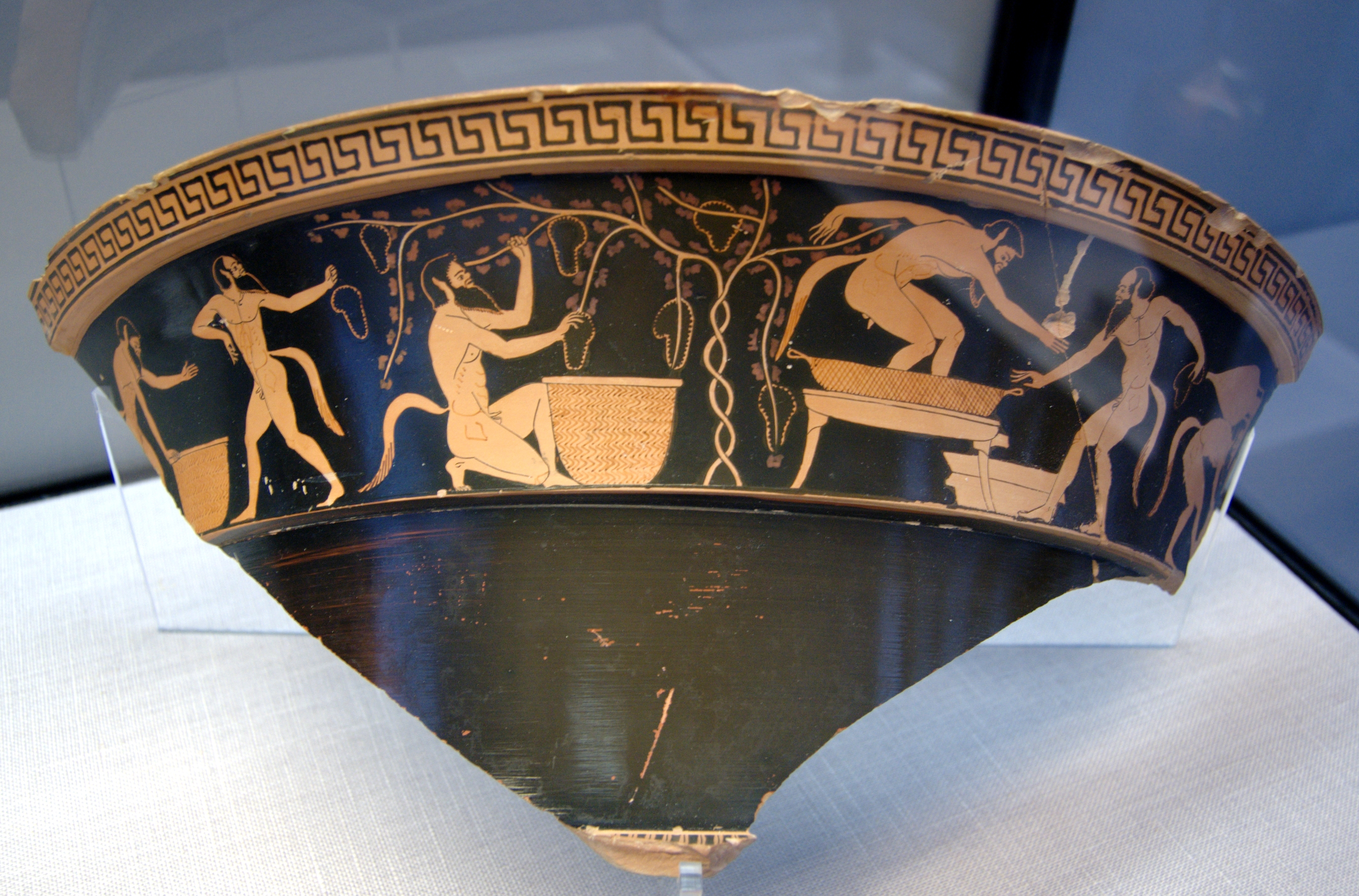
ساتير إله الغابات اليوناني في مزارع الكروم. أتيكا في صحن يعود إلى التاريخ 490 قبل الميلاد

## وصلات خارجية
- قصة مزارع الكروم
- دليل مزارع الكروم ومصانع النبيذ في الولايات المتحدة
- علم زراعة الكروم على www.extension.org